# Ráif Badawí
Ráif Badawí (* 13. ledna 1984, Chubár, Saúdská Arábie) je saúdskoarabský blogger, zakladatel internetového diskusního fóra Free Saudi Liberals. Podle soudů konzervativní monarchie toto fórum porušuje islámské hodnoty a propaguje liberální myšlení.
Badawí tak byl v květnu 2014 za své aktivity odsouzen k 10 letům vězení, 1000 ranám bičem a pokutě ve výši 1 milion saúdských rijálů (přibližně 6 milionů Kč). Bičování se má odehrávat po 20 týdnů, každý pátek má dostat 50 ran. Prvních 50 dostal 9. ledna 2015, podle slov své manželky se poté nacházel ve velmi špatném zdravotním stavu. Další série bičování byly odloženy.
Případ vzbudil mezinárodní protesty.

## Život
Internetovou stránku, kterou v roce 2008 založil, charakterizoval Badawí jako „liberální fórum, které se vyznačuje kritickým myšlením oproštěným od náboženské indoktrinace".
Poprvé byl za své aktivity nakrátko zadržen v roce 2008, podruhé v červnu 2012. Odsouzen byl v červenci 2013, a to k sedmiletému vězení a 600 ran bičem. V květnu 2014 mu byl trest zvýšen na 10 let a počet ran bičem na 1000. Navíc mu byla uložena pokuta milion saúdských rialů. Po deset let také nesmí cestovat a vystupovat v médiích.
Jeho právním zástupcem byl Walíd abú al-Chaír, který byl v červenci 2014 sám odsouzen k 15 letům vězení.

### Mezinárodní protesty
V lednu 2015 se za Badawiho v otevřeném dopise představitelům univerzity krále Abdulláha (King Abdullah University of Science and Technology) postavilo 18 laureátů Nobelovy ceny. Případ podle nich vzbudil „zděšení nad tvrdými omezeními svobody myšlení a vyjadřování, která jsou v saúdskoarabské společnosti stále využívána“. Držitelé Nobelovy ceny, mezi něž patří např. John Coetzee, Martin Chalfie nebo Claude Cohen-Tannoudji, v dopise vyzvali saúdské akademiky, aby „byli slyšet při obhajobě svobody nesouhlasit, bez níž žádná instituce vyššího vzdělávání nemůže fungovat".
Zásadní protest proti verdiktu vyjádřilo také osm amerických senátorů, mezi nimi např. republikán Marco Rubio. Bičování ohodnotili jako „barbarské“ a uvedli, že kvůli tvrdé represi disidentů by se mohly ocitnout v sázce vztahy mezi Saúdskou Arábií a Spojenými státy.
Předseda Evropského parlamentu Martin Schulz trest označil za „popravu na splátky“.

### Rodina
Ráif Badawí je od roku 2002 ženatý a je otcem tří dětí. Jeho manželka a děti získaly v roce 2013 politický azyl v Kanadě.

## Ocenění
- cena Reportérů bez hranic (2014)
- One Humanity Award (2014)
- Cena za odvahu (2015)
- Freedom of Speech Award (2015)
- Aikenhead award (2015)
- PEN/Pinterova cena (2015)
- Sacharovova cena za svobodu myšlení (2015)[7]